# Mouth for War
«Mouth for War» es una de las canciones más conocidas de la banda de groove metal Pantera, así como el primer sencillo lanzado y canción que abre su exitoso álbum Vulgar Display of Power.

## Letra y significado
La letra habla, como dijo Phil en una entrevista en Much More Music, de canalizar la ira y sentimientos negativos hacia deseos y sentimientos positivos.

## Lista de canciones
| Sencillo en CD |                               |          |  |
| N.º            | Título                        | Duración |  |
| 1.             | «Mouth for War»               | 3:57     |  |
| 2.             | «Rise»                        | 4:38     |  |
| 3.             | «Cowboys from Hell» (En vivo) | 4:16     |  |
| 4.             | «Heresy» (En vivo)            | 5:05     |  |

| Vinilo en 12" |                                             |          |  |
| N.º           | Título                                      | Duración |  |
| 1.            | «Mouth for War» (Super Loud Cut)            | 3:55     |  |
| 2.            | «Mouth for War» (LP Versión)                | 3:55     |  |
| 3.            | «Domination» (En vivo en Moscú)             | 6:33     |  |
| 4.            | «Primal Concrete Sledge» (En vivo en Moscú) | 3:56     |  |

## Posicionamiento en listas
| País           | Lista (1992)          | Mejor posición |
| -------------- | --------------------- | -------------- |
| Estados Unidos | Mainstream Rock Songs | 24             |
| Reino Unido    | UK Singles Chart      | 73             |